# Jaktbergstjärnen
Jaktbergstjärnen är en sjö i Piteå kommun i Norrbotten och ingår i Rosån-Alterälvens kustområde. Sjön har en area på 0,0392 kvadratkilometer och ligger 87 meter över havet.

## Delavrinningsområde
Jaktbergstjärnen ingår i det delavrinningsområde (727747-176165) som SMHI kallar för Utloppet av Tranuträsket. Medelhöjden är 78 meter över havet och ytan är 9,53 kvadratkilometer. Det finns inga avrinningsområden uppströms utan avrinningsområdet är högsta punkten. Avrinningsområdets utflöde mynnar i havet. Avrinningsområdet består mestadels av skog (78 procent). Avrinningsområdet har 0,76 kvadratkilometer vattenytor vilket ger det en sjöprocent på 8 procent.